# Berta Sinyol i Gispert
Berta Sinyol Gispert (Lloret de Mar, Selva, 22 de febrer de 1988) és una jugadora de bàsquet catalana.
Formada en el CB Santa Susanna, va jugar posteriorment a la Universitat de Barcelona BF el 2001 i la UE Mataró el 2003. Va debutar professionalment al Baloncesto Avilés el 2006, i l'any següent, va fitxar per l'Uni Girona, aconseguint l'ascens a la primera divisió de la Lliga Femenina la temporada 2010-11. Fou internacional amb la selecció espanyola en categories inferiors, guanyant el campionat d'Europa cadet de 2004.

## Palmarès
- 1 Lliga catalana de bàsquet femenina: 2010-11